# Павле Јовановић (политичар)
Павле Јовановић (Земун, 9. фебруара 1849 - Загреб, 22. маја 1897), био је политичар, публициста и покретач и први уредник листа Србобран, првог независног српског часописа у Хрватској.
Школовање је започео у родном Земуну, па наставио у Београду, Карловцима, Загребу и Осијеку. После Гимназије завршио је и студије филозофије у Цириху. Радио је као гимназијски наставник 1873-1879 године и то у Земуну, затим Петрињи, потом у Сарајеву. У Сарајеву је основао лист Требевић, али ту није постигао много успеха, па се враћа у Петрињу где наставља наставничку каријеру до 1884. године.

## Србобран
Јовановић је уложио много труда да у Загребу оснује Српску Штампарију и годишњак са календаром Србобраном. Часопис је штампан на ћирилици и излазио је три пута недељно, а касније и сваки дан. Имајући у виду незавидан положај Срба у Хрватској, покренути овакав часопис био је врло храбар и неопходан потез. 
Србобран је био гласило Српске народне самосталне странке у Хрватској који је, са прекидима, излазио од 1884. до 1914. године. Лист се бавио просветним, политичким и привредним питањима и био је од изузетног значаја за Србе, који су живели ван Србије. Такође, лист је пропагирао ставове поменуте странке, која је била значајан фактор унутар српско-хрватске коалиције.

## Занимљивости
Неки уредници српских новина и часописа на територији данашње Хрватске, а ондашње Аустроугарске, нису имали дужи животни виек. Тако је родом Корчуланин, Србин католик Антун Фабрис, након тамновања због објављивања песме Бокешка ноћ у првом књижевном часопису у Дубровнику - Срђ, трајно нарушио своје здравље и преминуо је у 40. години живота. Католички Србин Луко Зоре је поживео 60 година, а уредник Српског гласа у Загребу, Милан Ђорђевић умире у 39. години. Павле Јовановић, први уредник Србобрана, који је такођер био у тамници због неких чланака (критике аустроугарске власти у БиХ)  умире у напону снаге и политиког талента у 48. години живота. Сава Бјелановић, уредник Српског листа, који је касније забрањен и каснијег Српског гласа (Задар) живи до своје 46. године. Будислав Будисављевић уредник Новог Србобрана и Српскога кола умире, као и новинар и уредник Српског кола, Милан Грчић, у 42. години живота. Сима Лукин Лазић, власник и уредник листа Врач погађач умире у 40. години.